# Agente biologico
Un agente biologico è un'entità che agisce sull'ambiente circostante attraverso processi biologici. Con la locuzione ci si riferisce spesso ai microorganismi, come batteri, virus, protozoi, parassiti e funghi, ma ci si può anche riferire a sostanze prodotte da esseri viventi come le tossine. L'accezione con cui si utilizza questa locuzione è sia medica, nel contesto di un microorganismo che provoca una malattia, sia militare nel contesto della guerra biologica. L'accezione militare comprende l'utilizzo di un agente biologico come strumento di offesa al fine di diffondere il contagio in territori e popolazioni nemiche, rientrando pertanto tra le armi di distruzione di massa.
L'uso di agenti patogeni nella caccia e in guerra non è un concetto nuovo, essendo documentato fin da tempi molto antichi, ed è stato progressivamente vietato dalla legge e dalle convenzioni internazionali. Causare un'epidemia oppure avvelenare le acque o sostanze alimentari sono due reati puniti in Italia secondo gli articoli 438 e 439 del Codice penale. Lo stoccaggio e l'uso di armi biologiche è stato vietato dal 1972 dalla Convenzione per le armi biologiche. L'uso clandestino di armi da parte di uno Stato o l'uso da parte di gruppi non nazionali può essere considerato bioterrorismo.
Rispetto ad altre armi di distruzione di massa, le armi biologiche si distinguono soprattutto per il loro costo di fabbricazione relativamente basso e per la difficoltà di rilevarne l'uso. Questo è il motivo per cui diversi paesi del Terzo mondo si sono dimostrati capaci di sviluppare armi biologiche.
Gli agenti biologici usati nella realizzazione di questo tipo di armi si dividono in base al tipo:
- virali, come il Marburg U, in grado di uccidere un uomo in 72 ore, causando una devastante febbre emorragica (analogamente alla febbre gialla). La mortalità raggiunge picchi del 90%;
- batteriologici, come la peste;
- biologici a effetto indiretto, il cui danno all'organismo umano deriva dalle tossine da loro liberate, ad esempio il botulino.

L'impiego più efficiente è la dispersione degli agenti biologici in di particelle di aerosol, mentre l'uso di dispositivi esplosivi, la contaminazione di acqua e cibo, e la trasmissione da vettori animali sono meno efficaci.

## Guerra tossicologica
Prima del XX secolo, le armi biologiche venivano usate principalmente in tre forme:
- avvelenamento da cibo e acqua con materiale infettivo,
- uso di microrganismi, tossine e animali (vivi o morti) nei sistemi di armamenti,
- uso di tessuto biologicamente inoculato, ad es. applicazione di materiale infettivo agli indumenti.

Esiste documentazione sull'uso presso gli Sciti e altri popoli antichi di avvelenare le loro frecce in combattimento, immergendo le frecce in corpi in decomposizione. Alcune società guerriere stanziate in Sudafrica nella tarda età della pietra (circa 10.000 a.C.) conosciute come San, usavano frecce avvelenate, imbevendo il legno e le punte con veleni ricavati dall'ambiente circostante, principalmente da scorpioni o serpenti, ma si ritiene che venissero usate anche alcune piante velenose. Analogamente, i poemi omerici hanno tramandato la memoria dell'uso di avvelenare le frecce nell'Antica Grecia. Come per gli Sciti, si trattava anche per i Greci di veleni derivati da un processo di putrefazione (ptomaine), che sono in uso ancora oggi presso alcune popolazioni oceaniche. Secondo alcuni, dall'uso di avvelenare la freccia (in greco antico βέλος) deriverebbe la parola veleno (gr. βέλεμνον e lat. venenum).Le armi chimiche sono state usate per millenni sotto forma di frecce avvelenate, ma esistono prove di armi più avanzate in epoca antica e classica.
L'uso di avvelenare le frecce è proseguito senz'altro fino al Medioevo, per esempio tra i Franchi, anche se questa pratica venne progressivamente vietata in quanto considerata sleale.
Modalità di guerra tossicologica attestate fin dall'antichità sono anche la contaminazione delle derrate alimentari con la segale cornuta e l'avvelenamento delle fonti d'acqua.
Un'altra modalità era quella di lanciare i corpi uccisi in battaglia nelle città nemiche, coi trabucchi oppure lasciandoli nelle riserve d'acqua per contaminarle. Nel 1347, in Crimea, i corpi di alcuni guerrieri tartari di Ganī Bek morti di peste, vennero gettati oltre le mura della colonia genovese di Caffa (oggi Feodosia, Ucraina) dopo un assedio protrattosi per mesi. Questo episodio potrebbe essere stato responsabile dell'avvento della peste nera in Europa tramite il traffico marittimo.
Per armi biologiche controllate si aspetterà fino all'epoca contemporanea e il loro sviluppo si protrarrà fino alla guerra fredda nonostante la convenzione di Ginevra lo bandisse fin dal 1864.

## Tipologia

### Batteri e virus

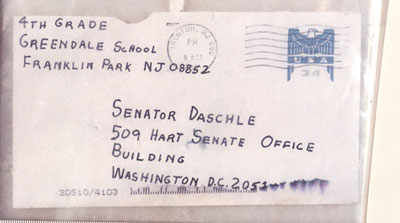
La lettera con antrace inviata al leader di partito al Senato Tom Daschle, che uccise due addetti alle poste.

Fra i batteri, uno dei più terribili e micidiali è quello dell'antrace: provoca una malattia che in genere colpisce gli animali, ma che occasionalmente può contagiare l'uomo per via inalatoria, provocando una polmonite rapidamente mortale (può causare inoltre se ingerito sintomi gastrointestinali o ulcere cutanee tramite l'esposizione di ferite che vengono infettate). Le sue spore hanno la caratteristica di persistere nel terreno anche per decine di anni e di resistere a lungo nell'ambiente esterno (vengono distrutte esponendole per almeno 15 minuti a una temperatura di 121 °C, alla normale pressione atmosferica). Per la loro elevata resistenza agli agenti esterni, le spore possono essere nebulizzate in aerosol, attraverso speciali proiettili.
Microorganismi meno resistenti, come quello del tifo (Salmonella typhi) e del colera (Vibrio cholerae), e i virus della poliomielite (Poliovirus) e dell'epatite virale (Hepatovirus), possono altresì essere dispersi nell'ambiente, tramite irrorazione o contaminazione mirata, provocando gravissime forme cliniche, quali gastroenteriti, epatiti, paralisi.
La dottrina di impiego ne prevede l'uso per l'avvelenamento di grossi quantitativi di derrate alimentari e dei bacini d'approvvigionamento idrico. Il loro campo elettivo d'applicazione è costituito dal bombardamento delle retrovie, il che causerebbe la completa paralisi del rifornimento alle prime linee. Qualora venissero usate contro le prime linee, causerebbero il caos totale nello sgombero dei colpiti. Un'epidemia di questo tipo potrebbe essere assai difficilmente controllabile e ritorcersi in ogni momento contro chi li usa (effetto "boomerang").

### Tossine
Le tossine sono prodotti del metabolismo batterico, fungino, algale e vegetale. Possono essere disperse nell'ambiente in vari modi: non escluso l'impiego di missili intercontinentali a testata tossica. Per la relativa facilità di produzione, queste armi vengono comunemente chiamate "l'atomica dei poveri".
La tossina botulinica provoca paralisi flaccida nella muscolatura volontaria scheletrica, mentre la tossina tetanica provoca la paralisi spastica della medesima muscolatura. La prima agisce se somministrata per via orale; la seconda per via iniettiva. In entrambi i casi la morte sopraggiunge per asfissia da paralisi della muscolatura respiratoria, in uno stato perfettamente mantenuto di coscienza. Queste tossine vengono oggigiorno prodotte industrialmente grazie alle tecniche d'ingegneria genetica e di biologia molecolare. Trenta grammi di questi veleni sono teoricamente in grado di uccidere l'intera popolazione umana; il loro punto debole è però la scarsa resistenza al calore.
Micidiale è anche l'effetto della tossina di alcuni funghi del genere Fusarium; diffusa nell'area-bersaglio in forma di polvere finissima, la cosiddetta "pioggia gialla", viene inalata e causa rapidamente necrosi della cute e delle mucose, emorragie sull'apparato digerente e su quello respiratorio; è tossica per il fegato e per il rene, con conseguente blocco della funzionalità epatica e renale. Anche il midollo osseo rosso, emopoietico, viene depresso, con effetti simili a quelli delle radiazioni ionizzanti.
Discorso analogo vale per le tossine dei funghi del genere Amanita e Cortinarius. Le tossine amanitina e falloidina sono letali in quanto bloccano l'RNA ribosomiale, con questo la sintesi proteica e la morte della cellula. Rene, fegato e intestino vengono devastati dall'azione delle tossine dell'Amanita phalloides, dell'Amanita verna e dell'Amanita virosa. Letale è anche l'azione della tossina del Cortinarius orellanus. Tutte queste tossine risultano termostabili, ovvero non si degradano col calore durante la cottura dei cibi, per cui mantengono invariato il loro potere tossico.
Per l'uomo la dose tossica di queste tossine è pari a 1 milligrammo per ogni chilogrammo di peso corporeo e a nulla vale la lavanda gastrica: poiché esse passano indenni la barriera offerta dal succo gastrico, non suscitano il riflesso del vomito, non inducono senso di nausea e agiscono appena dopo l'assorbimento intestinale. Una volta riversate nel sangue, l'unico presidio efficace, purché attuato entro 48-72 ore, è la plasmaferesi.

## Modalità di impiego

Il simbolo per le armi biologiche, con all'interno il simbolo internazionale del biorischio

A parità di peso, le armi biologiche sono da 150 a 200 volte più efficaci di quelle chimiche: spesso ne bastano pochi milligrammi per provocare effetti letali sull'organismo.
Per diffondere l'agente biologico si può nebulizzare una soluzione acquosa o una polvere ipersottile contenente il virus, il batterio o la tossina; le particelle in ogni caso devono essere molto piccole, per poter penetrare i polmoni umani in profondità e avviare il contagio. Questa modalità è ideale per la diffusione aerea.
Gli agenti possono essere portati sugli obiettivi da mano umana, o lanciati da mezzi di dispersione aerea, o caricati in bombe, missili e proiettili d'artiglieria.
Pertanto le modalità attraverso cui può essere esplicata l'azione di un'arma biologica sono:
- diffusione aerea con conseguente inalazione;
- contaminazione dei viveri e delle acque;
- contaminazione delle schegge dovute all'esplosione delle bombe e dei proiettili (è il caso della tetanotossina e della tossina della gangrena gassosa), specialmente se caricati nelle granate del tipo "a frammentazione", o del tipo "a saturazione-diffusione".

## Politica e strategia delle armi biologiche
Le armi biologiche sono affette dalle stesse limitazioni e i rischi d'impiego delle armi chimiche. Ad esempio il contagio potrebbe sfuggire al controllo e colpire anche le popolazioni alleate.
Le armi biologiche sono considerate armi terroristiche e messe al bando da svariate convenzioni internazionali, sebbene si sospetti che Stati Uniti e Russia conservino abbondanti riserve di questi agenti nei loro laboratori. La supposta presenza negli arsenali iracheni di armi biologiche è stata una delle cause dichiarate della Guerra in Iraq o seconda guerra del Golfo (2003).

## Nella letteratura
- Nel breve racconto del 1895 Il bacillo rubato di H. G. Wells[12][13], lo scrittore narra della potenziale minaccia di un'eventuale contaminazione del sistema idrico londinese per via del vibrione del colera visionando il presagio di una guerra batteriologica associandola a un singolo individuo, ovvero l'anarchico, ma portandola a una prospettiva più terrificante, lasciandone all'immaginazione del lettore le catastrofiche conseguenze.[14]
- Ne La rivincita di Yanez[15] il professor Wan Horn giunge insieme a Sandokan presso la città sotterranea dove la "tigre bianca" si è rifugiata per resistere agli insorti di Sindhia; l'uomo si porta con sé una cassa piena di vivai contenenti batteri di varia natura, quali colera, tisi e peste.
- Ne L’ombra dello scorpione di Stephen King negli USA la dispersione di un'arma biologica crea il caos nel Paese.